# Forcipomyia maderia
Forcipomyia maderia är en tvåvingeart som beskrevs av Jean Clastrier 1991.
Forcipomyia maderia ingår i släktet Forcipomyia och familjen svidknott. Inga underarter finns listade i Catalogue of Life.